# Apathya
Apathya es un género de lagartos de la familia Lacertidae. Sus especies se distribuyen por Irán, Irak, Siria y Turquía.

## Especies
Se reconocen las siguientes dos especies:
- Apathya cappadocica (Werner, 1902)
- Apathya yassujica (Nilson, Rastegar-Pouyani, Rastegar-Pouyani & Andrén, 2003)